# CODE OF PRINCESS
『CODE OF PRINCESS』（コード・オブ・プリンセス）は、スタジオ最前線が開発した、ニンテンドー3DSとSteam用のベルトスクロール方式アクションRPG。
2018年には、本作のリメイク版となるNintendo Switch用ソフト『Code of Princess EX』が発売された。

## あらすじ
ある日、デラクシア王国は、ディスットロン王国に侵略され、デラクシア王国の姫・ソランジュは、聖剣DXカリバーを用いて戦いに挑むも、王国を救うことはできなかった。
その後、彼女は盗賊のアリーたちを仲間にし、再び戦いに挑んだ。

## 登場人物

### パーティーメンバー
ソランジュ・ブランシュフルール・ド・リュクス
声 - 井上麻里奈
今作の主人公。リュクス王家の第一王女にして王家に代々伝わる聖剣DXカリバーを扱える唯一の存在"CODE OF PRINCESS"でもある。心優しく、困っている人を放っておけない一方、箱入り娘として育てられたため、世間知らずなところがある。
アリー・ヴァヴァ
声 - 白石涼子
男に見えるが女盗賊。パーティーメンバーで唯一のツッコミ役。もともとは盗賊団のリーダーだったが、副官だった爆に組織を乗っ取られてしまった過去がある。
レディ・ゾゾ
声 - 大谷育江
ネクロマンサーの女性で、死体のツギハギで出来た仮の体を用いている。 舌が腐り落ちてしまったので声が出せず、他人とのコミュニケーションは愛用のヤギの骨付き杖カプリコーン（カプさん）に、詠唱はカプリコーンから垂れ下がったドクロのスケルツォ（スケさん）に代理させている。
マイペースにローテンションで陰気。ケラケラとではなくニタニタと笑う。
アレグロ・ナンタービレ・カンタービレ
声 - 小林ゆう
自称イケメンのエルフの少年で、回復役を求めていたソランジュ一行に無理やり加わる。ギターを持ち歩いている。
月影・シューティングスター之介
声 - 真殿光昭
ギャラクシー一刀流の使い手である盲目の侍。
怒羅拳・T・牙（ドラッケンティーガー）
声 - 稲田徹
未確認生命体の動きをベースとした拳法「幻獣拳・UMA48」の使い手で、「Mr.T」と呼ばれている。奇怪なヘッドギアを装着している。
ヘルガ・ヘルミーナ
声 - 伊藤静
青い服で盾とメイスを持ったシスター。厳格だが裏表のある性格であり、「地獄修道女」（シスターヘル）の異名を持つ。
ソランジュを尊敬している。
マルネコ・ポーロ
声 - 松野太紀
ツタンカーメンのような商人の猫。

### 冥王軍
冥王ディスティニー
声 - 斉藤佑圭
ディスロットン王国総帥を務める女性。
十本木爆
声 - 中井和哉
冥王軍幹部である忍者。冥王との契約によってクラーケンの力を得ており、相手の視界を奪う忍法を使う。元はアリーの部下の盗賊だったが離反した。
ココア・アルケミー
声 - 伊藤かな恵
冥王の部下である暗黒魔法の使い手。
ジョー・ザ・ライオンゲート
声 - 福山潤
冥王軍の幹部で、剣術・体術・魔術に優れている。

## 開発
本作はスタジオ最前線のスタッフやトレジャーの元スタッフたちを中心に開発が進められており、本作のプログラマーである右京雅生は、自身がかつて手掛けた『ガーディアンヒーローズ』でできなかったことなどを盛り込んだと電撃オンラインとのインタビューの中で話している。
また、日本のニンテンドー3DS版の発売元であるアガツマ・エンタテインメントはこれまで主に子供向け教育ソフトを中心にリリースしており、本作は同社にとって初のコアユーザー向けソフトとなっている。キャラクターデザインとシナリオは西村キヌが、音楽はACEが担当。

### キャラクター設定
ディレクターの近藤敏信は、本作の主人公・ソランジュについて「近藤　先行してフィギュア企画が動いていましたからね。そういう意味では中心となったキャラクターです。」と電撃オンラインとのインタビューの中で話している。
当初、ソランジュは大剣使いという設定を反映して、鈍重なキャラクターとして設定されていたが、最終的には万人向けに近いゲームバランスに変更された。
アリーは突っ込み役という設定で作られたキャラクターであり、企画原案などをてがけたはんは、彼女がいないと話がそれるばかりで物語が進まないとインタビューの中で話している。
ゾゾ子は、当初「アクションゲームの枠の中で、シューティングゲームとして遊べるキャラクター」という方向性から、魔法による遠距離攻撃のみのキャラクターとして作られた結果、動くことなく魔法を撃つだけのキャラクターになってしまった。このため、打撃系の技や近接戦のコンボの追加といった調整が加えられた。
また、アレグロも範囲攻撃が強すぎることから調整を受けている。

## スタッフ
- 西村キヌ - ストーリー原案、キャラクターデザイン
- はん - 企画原案、敵キャラクターデザイン、モーション監督
- 右京雅生 - プログラム、ゲームシステムデザイン
- ACE - サウンドプロデュース、主題歌
- 志田ただし - アニメーション作画
- 剛田チーズ - 敵キャラクターデザイン（ディスットロン軍四天王）[6]
- 近藤敏信 - ディレクター

## 主題歌
オープニングテーマ
「Gather the lights」
作詞・作曲 - ACE / 歌 - CHiCO